# Пяозерский
Пяозе́рский (карел. Pääjärvi, «головное (верхнее) озеро») — посёлок городского типа в Лоухском районе Карелии. Административный центр и единственный населённый пункт Пяозерского городского поселения.

## Общие сведения
Расположен на северном берегу озера Тухка. Конечная станция железнодорожной ветки от станции Лоухи (на линии Санкт-Петербург — Мурманск). Находится на 112 км трассы 86К-127 Лоухи — Суоперя.
К северу от посёлка находится государственный национальный парк «Паанаярви» — особо охраняемая природная территория,

## История
Населённый пункт образован 18 сентября 1973 года.
Статус посёлка городского типа — с 1976 года.

## Население
| 1979  | 1989  | 2002  | 2009  | 2010  | 2012  | 2013  |
| ----- | ----- | ----- | ----- | ----- | ----- | ----- |
| 2660  | ↘2632 | ↘2603 | ↘2435 | ↘2098 | ↘1976 | ↘1896 |
| 2014  | 2015  | 2016  | 2017  | 2018  | 2019  | 2020  |
| ↘1865 | ↘1791 | ↘1723 | ↘1687 | ↘1660 | ↘1635 | ↘1585 |
| 2021  | 2023  |       |       |       |       |       |
| ↘1578 | ↘1545 |       |       |       |       |       |

## Экономика
На территории посёлка находятся предприятия:
- Филиал ПАО «Ростелеком»
- Отделение почтовой связи «Почта России»
- Торговые предприятия — Лоухское райпо
- Предприятия ЖКХ
- Отделение Сбербанка России
- Гостиница «Соло»
- Дирекция и визит-центр национального парка «Паанаярви» (он находится к северо-западу от посёлка) с музеем.
- с 25 апреля 2017 начал работать филиал АО «Магнит»

## Культура
В посёлке работают дом культуры, библиотека, детский сад, средняя школа.

## Памятники истории
- Братская могила 56-ти советских воинов 26-й армии Карельского фронта, погибших 18—20 сентября 1944 года в наступательных боях на кестеньгском направлении. Останки воинов были перезахоронены в центре посёлка в 1979 году из первичной братской могилы, находившейся в районе боёв вблизи озера Кимасозеро[18].

## Достопримечательности
- Храм Святителя Николая Чудотворца
- Водопад (порог) Корпикоски (река Корпийоки)
- Визит-центр НП «Паанаярви»
- Пяозерский ДК